# Tirreno-Adriático 1974
La novena edición del Tirreno-Adriático se disputó entre el 12 y el 16 de marzo de 1974 con un recorrido de 780 kilómetros con salida en Santa Marinella y llegada a San Benedetto del Tronto. El ganador de la carrera fue el belga Roger de Vlaeminck del Brooklyn. Ésta sería la tercera victoria en esta carrera de De Vlaeminck de las seis que conseguiría de forma consecutiva. 

## Etapas
| Etapa | Fecha       | Recorrido                             | km    | Ganador             | Líder              |
| ----- | ----------- | ------------------------------------- | ----- | ------------------- | ------------------ |
| 1ª    | 12 de marzo | Santa Marinella - Fiuggi              | 187,0 | Walter Planckaert   | Walter Planckaert  |
| 2ª    | 13 de marzo | Frosinone - Pescasseroli              | 151,0 | Italo Zilioli       | Italo Zilioli      |
| 3ª    | 14 de marzo | Pescasseroli - Tortoreto              | 210,0 | Sigfrido Fontanelli | Italo Zilioli      |
| 4ª    | 15 de marzo | S.B del Tronto - Civitanova Marche    | 214,0 | Franco Bitossi      | Italo Zilioli      |
| 5ª    | 16 de marzo | S.B del Tronto - S.B del Tronto (CRI) | 18,0  | Roger de Vlaeminck  | Roger de Vlaeminck |

## Clasificaciones finales

### General
| Posición | Ciclista           | Equipo             | Tiempo      |
| -------- | ------------------ | ------------------ | ----------- |
| 1        | Roger de Vlaeminck | Brooklyn           | 20h 18' 09" |
| 2        | Knut Knudsen       | Jolly Ceramica     | + 53"       |
| 3        | Simone Fraccaro    | Filcas             | + 1' 07"    |
| 4        | Josef Fuchs        | Filotex            | + 1' 08"    |
| 5        | Francesco Moser    | Filotex            | + 1' 15"    |
| 6        | Freddy Maertens    | Carpenter-Flandria | + 1' 18"    |
| 7        | Ole Ritter         | Filotex            | + 1' 20"    |
| 8        | Franco Bitossi     | Scic               | + 1' 22"    |
| 9        | Frans Verbeeck     | Watney-Maes        | + 1' 32"    |
| 10       | Walter Planckaert  | Watney-Maes        | + 1' 32"    |